# The Voice Kids (seizoen 7)
Het zevende seizoen van The Voice Kids, is een Nederlandse talentenjacht die vanaf 23 februari 2018 wordt uitgezonden door RTL 4. De presentatie ligt ook dit seizoen weer in handen van Martijn Krabbé en Wendy van Dijk. In tegenstelling tot voorgaande jaren zijn er vier coaches. Dit seizoen zijn dat Ali B, Douwe Bob, Ilse DeLange en Marco Borsato. De kandidaten zijn in de leeftijd van acht tot en met veertien jaar.

## Selectieproces

### The Blind Auditions
In februari en maart 2018 worden de blind auditions van The Voice Kids uitgezonden.